# Manuel Gracia Navarro
Manuel Gracia Navarro, né le 29 janvier 1946, est un homme politique espagnol membre du Parti socialiste ouvrier espagnol (PSOE).
Il préside le Parlement d'Andalousie entre avril 2012 et avril 2015.